# Lenz József (nagykereskedő)
Lenz József, Lenz József János (Budapest, 1897. március 18. – Bogotá, Kolumbia, 1965. március 14.) magyar nagykereskedő, kereskedelmi tanácsos, tartalékos huszárszázados, a „Pro Ecclesia et Pontifice érdemrend” tulajdonosa, a Magyar Gyümölcsexportőrök és Importőrök Egyesülete elnöke, a Magyar Kereskedelmi Statisztikai és Értékmegállapító bizottság tagja, a Magyar Déligyümölcskereskedők Egyesülete alelnöke, a Magyar Gyümölcskiviteli Egyesülés intéző bizottságának a tagja, a Gyümölcs-, Zöldség- és Élelmiszer-kereskedők Országos Egyesülete elnök-jelöltje és tevékeny tagja, bérház-tulajdonos, nyékládházi, bükkaranyosi és kesznyéteni nagybirtokos, műkincsgyűjtő.
Lenz József a két világháború között Magyarországon nemcsak a vagyona miatt volt híres, hanem a magyar termékek védelme érdekében a nagy gazdasági világválság alatt folytatott, kitartó küzdelme és tevékenysége miatt is. Neki köszönhetően ismertebbek lehettek a magyar termékek Közép-Európában, és tevékenysége eredményeként a gazdasági válság elviselhetőbb lett hazánkban.

## Élete

### Családja és fiatalkora

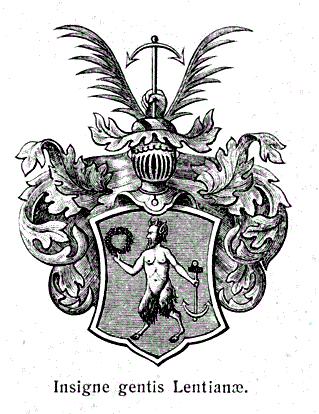
A Lenz család címere

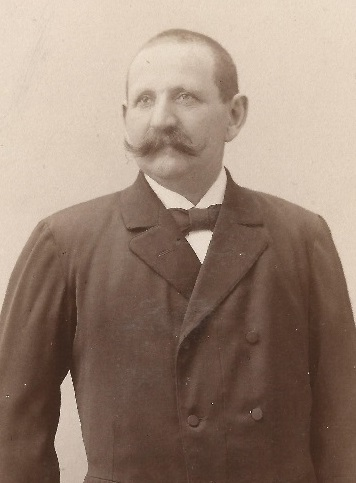
Lenz Gyula (1848-1910), nagykereskedő, a Lenz testvérek déligyümölcs kereskedő cég társtulajdonosa, bérház tulajdonos, Lenz József (1897-1965), nagykereskedő édesapja

Budapesten született a IV. kerületben a jómódú régi nagypolgári patricius Lenz családban, amely a családi legendárium szerint a svájci Lenzburgból vándorolt ki az újkor hajnalán. Apja a pozsonyi születésű római katolikus Lenz Gyula (1848–1910), nagykereskedő, bérház-tulajdonos, aki a IV. kerületi Ferenc József rakpart 2-es szám alatt lakott, anyja az ágostai hitvallású Gömöry Anna Mária Etelka (1874–1946) volt, aki egy régi dobsinai kispolgári buléner családból származott, amelynek az ősei 1326 óta űzték a bányászatot szabad polgárokként. A család legkorábbi ismert említése 1651-ből való és több száz éven át dobsinai városbírák is voltak; Rákóczi Ferencnek gyártottak fegyvereket a dobsinai bányászok és kohászokkal együtt. Lenz Józsefnek az apai nagyszülei idősebb Lenz József (1819–1863), római katolikus pozsonyi polgár, kőfaragó mester, háztulajdonos, és az osztrák római katolikus polgári származású Skoff Jozefa (1824–1898) voltak. Anyai nagyszülei az evangélikus dobsinai származású Gömöry Gottlieb (1838–1908), pesti kereskedő, cserzővarga, vadászhadnagy, és a pesti polgári római katolikus Stranszky Hermina (1847–1939) voltak. Gömöry Gottlieb az 1864-67. évi mexikói önkéntes hadtest magyarországi résztvevői között vett részt vadászhadnagyként, amikor Habsburg–Lotaringiai Miksa főherceg a mexikói trón elfoglalásáért utazott el Amerikába. Lenz Gyuláné Gömöry Annának az anyai nagynénje Stranszky Irma, az adai római katolikus nőegylet társelnöke, akinek a férje Senk Antal (1839–1904), adai nagybirtokos, városi képviselő volt. Lenz József anyjának Lenz Gyuláné Gömöry Annának az elsőfokú unokatestvére Stranszky Kornélia (1887–1946), akinek a férje vitéz Katona Mihály (1877–1957), építészmérnök, építőmester, őrnagy, a Mérnöki Kamara tagja, a Magyar Mérnök- és Építészegylet alapító tagja. Lenz Józsefnek két apai nagybátyja: Lenz János Nepomuk (1843-1913), nagykereskedő, a Ferenc József-rend lovagja, bérháztulajdonos, és Lenz Ferenc (1851–1926), nagykereskedő, kereskedelmi tanácsos, bérháztulajdonos. Lenz Józsefnek az anyai nagynénje Gömöry Irén (1888–1958), akinek a férje dr. Lux Gyula (1884-1957) tanügyi főtanácsos, tanár, nyelvész volt.
Az Deák Téri Evangélikus elemi iskola után a pesti piarista gimnázium jeles diákja lett. Különösen a latin és az ógörög nyelv tanulásában múlta felül társait. Nyelvi tehetségét az is mutatja, hogy nyolc nyelven tudott írni és beszélni. Felsőfokú jogi tanulmányait a Pázmány Péter Tudományegyetem abszolutóriumával fejezte be, mert ekkor háromévi harctéri szolgálatra jelentkezett. Géppuskás alakulatnál szolgált századparancsnokként, és számos hadi kitüntetést is kapott. Az első világháború során elszenvedett sebesülése (1918) miatt később leszerelték és ezután a Honvédelmi Minisztériumba került mint segédfogalmazó; 1919. január 14-én miniszteri fogalmazó lett, de a kommün alatt Olaszországba ment, és csak a Tanácsköztársaság bukása után érkezett vissza Magyarországra.

### Házassága és gyermekei

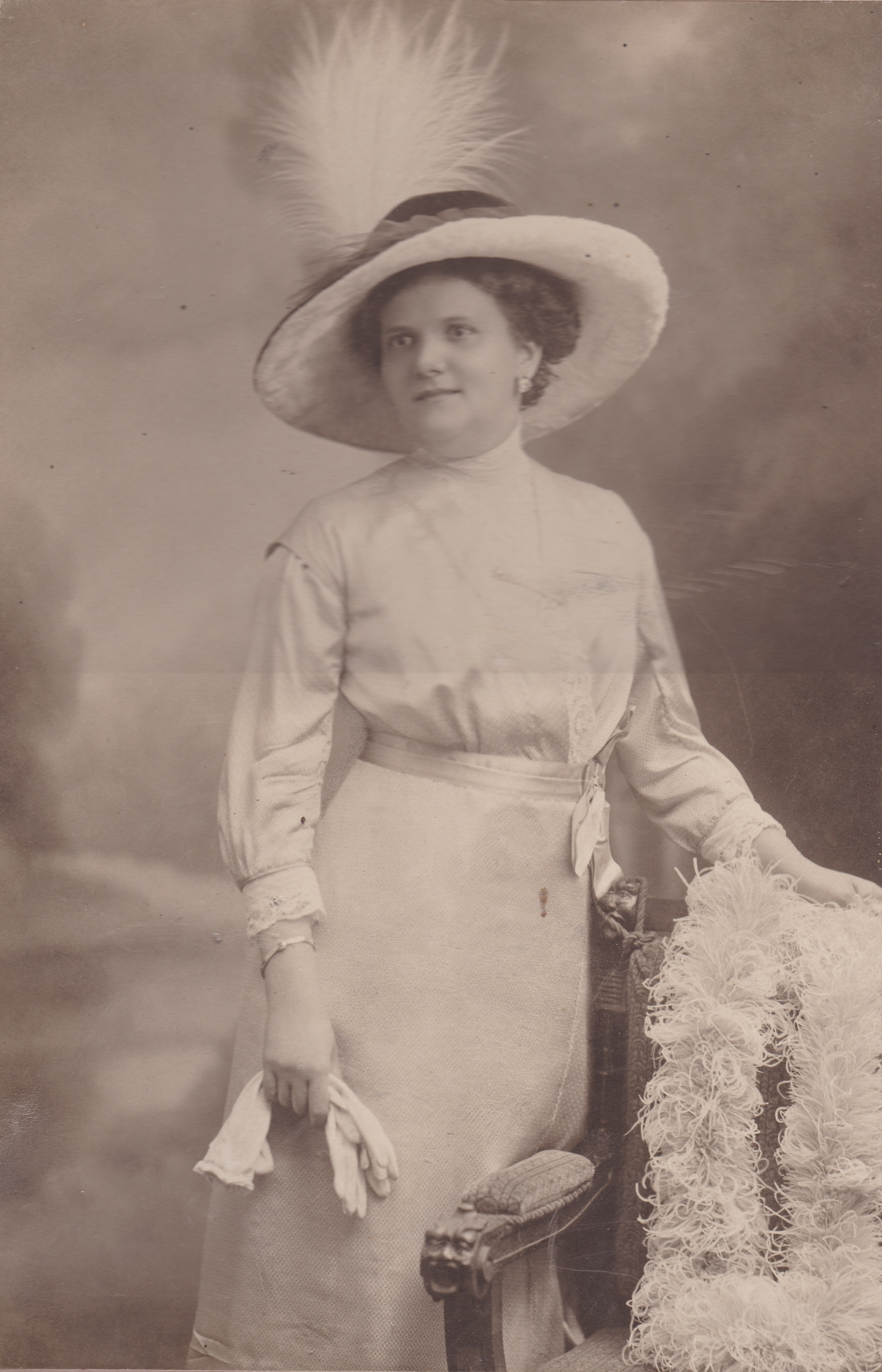
Lenz Gyuláné Gömöry Anna Mária Etelka (1874-1946), Lenz József nagykereskedő édesanyja. Férje halála után hosszú évekig a Lenz Testvérek cégvezetője volt

1920. május 8-án, Budapesten, a VII. kerületben Lenz József, miniszteri fogalmazó, nagykereskedő, feleségül vette a római katolikus jómódú budapesti nagypolgári Topits családból való Topits Klára Máriát (Budapest, 1901. november 21. – Bogotá, 1993. június 17.), akinek a szülei Topits Alajos József (1855–1926), a „Topits József fia” nevű Első Magyar gőztésztagyár tulajdonosa, Ferenc József-rend lovagja, és Eckstein Franciska Otília (1870–1945) úrnő voltak. A tanúk a házasságkötéskor dr. Temple Rezső (1874–1947), ügyvéd, belügy-miniszteri államtitkár, országgyűlési képviselő, aki egyben elsőfokú unokatestvére volt Topits Alajos Józsefnek, valamint Lenz Ferenc (1851–1926), kereskedelmi tanácsos, bérpalota tulajdonos, aki a vőlegénynek az apai nagybátyja volt. A menyasszonynak az apai nagyszülei Topits József András (1824–1876) gőztésztagyár tulajdonos, pesti választott polgár, Budapest fővárosi képviselő-testületi tag, a Prückler családból való Prückler Klára (1833–1907) voltak; az anyai nagyszülei Eckstein János Károly (1836-1886), pesti aranyverő, és Kroll Jozefa (1842-1889) voltak. Lenz Józsefné Topits Klárának az apai nagynénje Felmayer Istvánné Topits Irma (1857–1937), akinek a férje ifjabb Felmayer István (1849–1894), nagyiparos, „Felmayer István és fiai“ kékfestőgyár társtulajdonosa, a Székesfehérvári Takarékpénztárnak igazgatósági elnöke, a Székesfehérvári Kereskedelmi Bank alelnöke, a budapesti kereskedelmi és iparkamarának tagja. Lenz József és Topits Klára frigyéből született:
- Vitéz Lenz József István (Budapest, 1922. június 25. – Korotojak, Voronyezsi terület, Szovjetunió, 1942. augusztus 20.), tüzér zászlós.
- Lenz Klára Mária Hermina (Budapest, 1924. június 30. – Madrid, 2013. február 16.) , textilművész, nagybirtokos. Férje: boldogfai Farkas Endre (1908–1994) v. k. őrnagy, nagybirtokos
- Lenz János (Budapest, 1926. október 20. – Bogotá, 1996. július 28.), Avianca légitársaság utasszállító repülőgép pilótája. Neje: a kolumbiai származású Stella de los Rios.
- Lenz István (1944). Neje: a kolumbiai származású Nancy Sanchez.
- Lenz Ferenc "Franz" (Zürich, 1945. december 3. – Bogotá, 2021. április 13.). Élettársa: a kolumbiai származású María Cristina González.

Feleségével és gyermekeivel a Városmajor utca 22-es szám alatti kétszintes házban éltek egy tágas első emeleti ötszobás lakásban, amely anyjáé, özvegy Lenz Gyuláné Gömöry Annáé volt.

## A „Lenz Testvérek” cég élén

### Az első évei

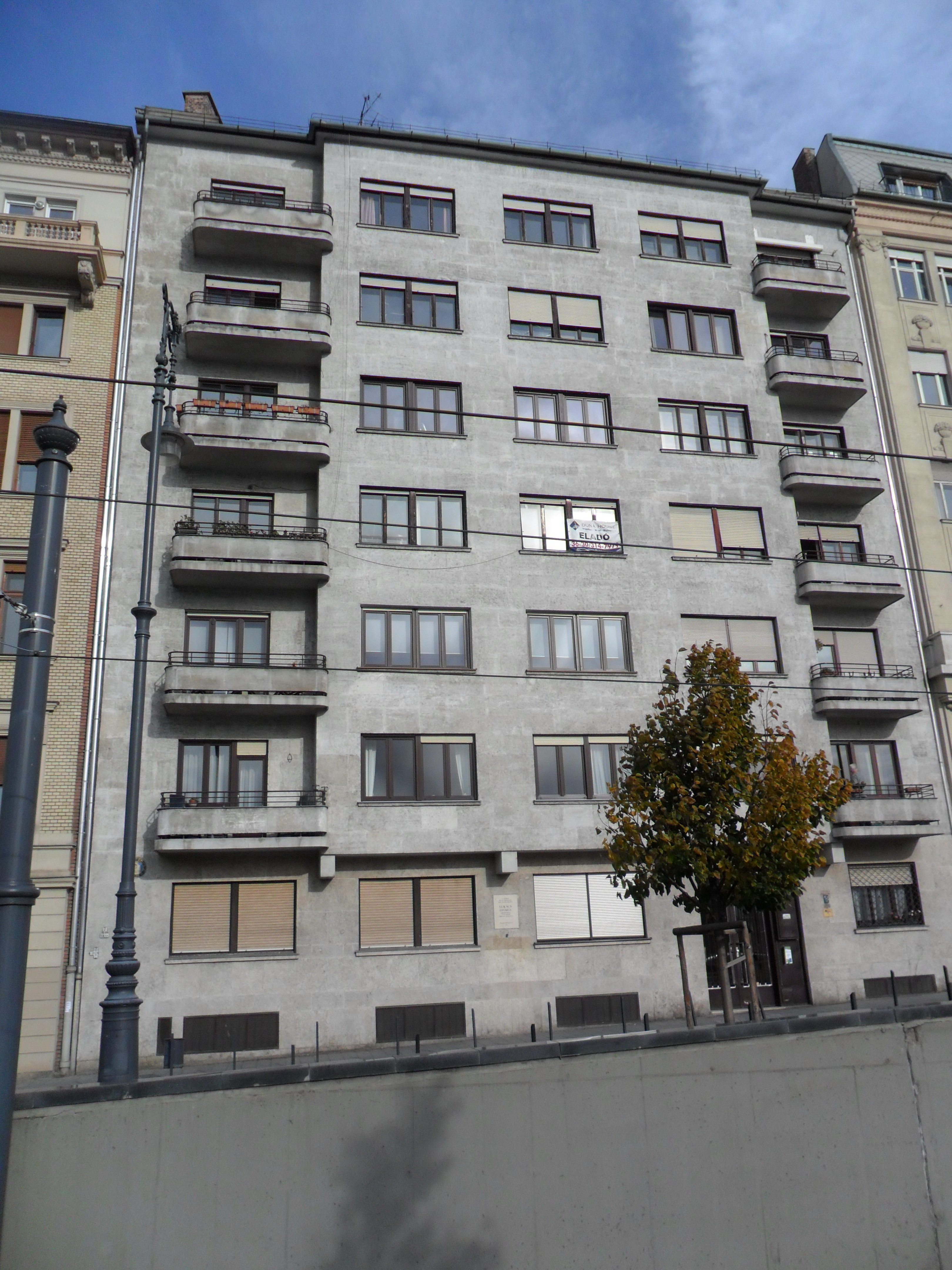
A budapesti Belgrád rakpart (régen Ferenc József rakpart) 2-es számú „Lenz Testvérek” déligyümölcs kereskedő cég bérháza, és egyben Lenz József szülőháza is. 1938-ban Möller Károly építész által tervezte át Lenz József megrendelésére

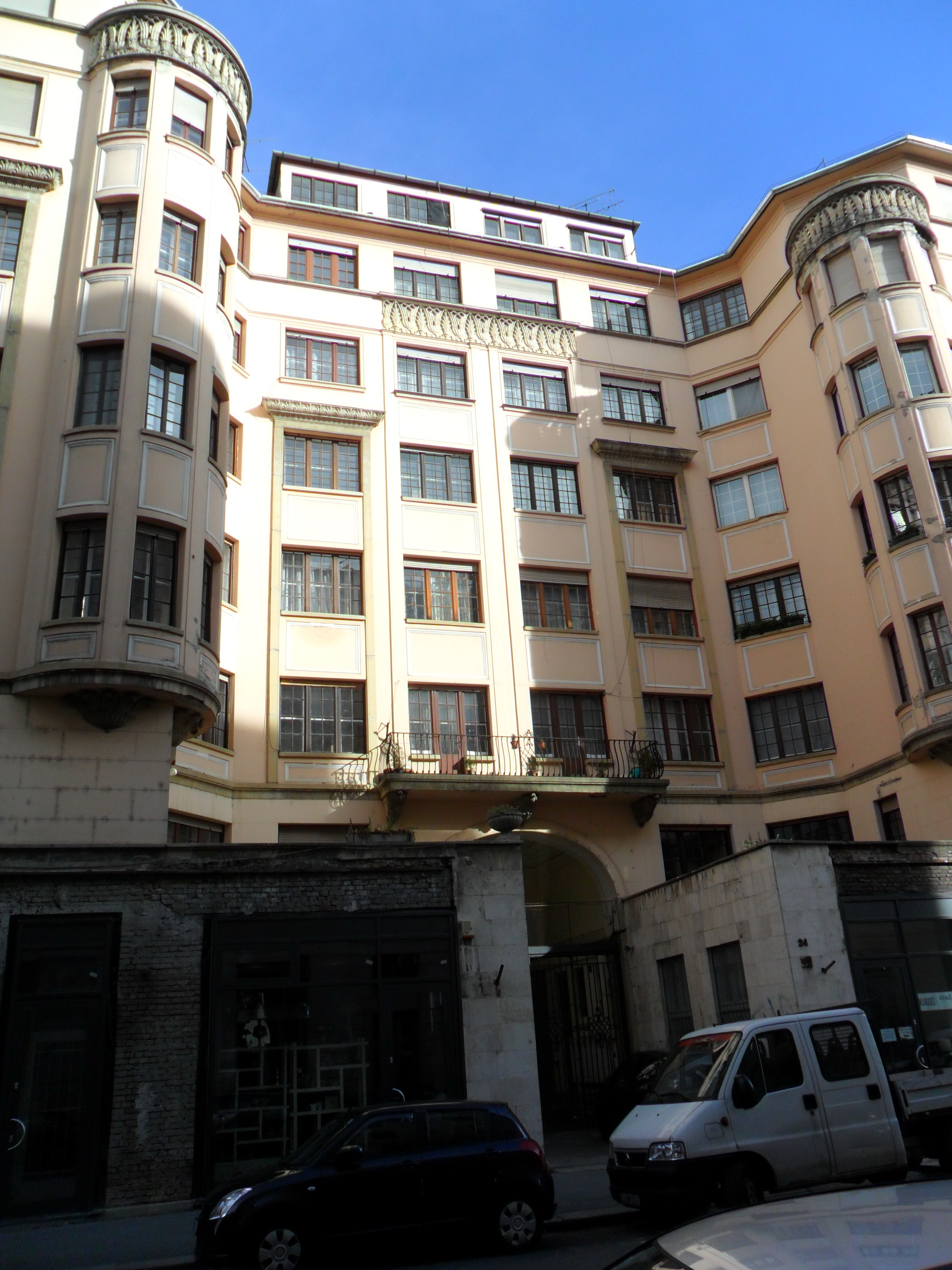
A budapesti Lónyay utca 24-es szám alatti bérházat 1927-ben Lenz József megrendelésére építették át. A „Lenz Testvérek”t déligyümölcs kereskedő cég bérháza és a vállalat központja is volt

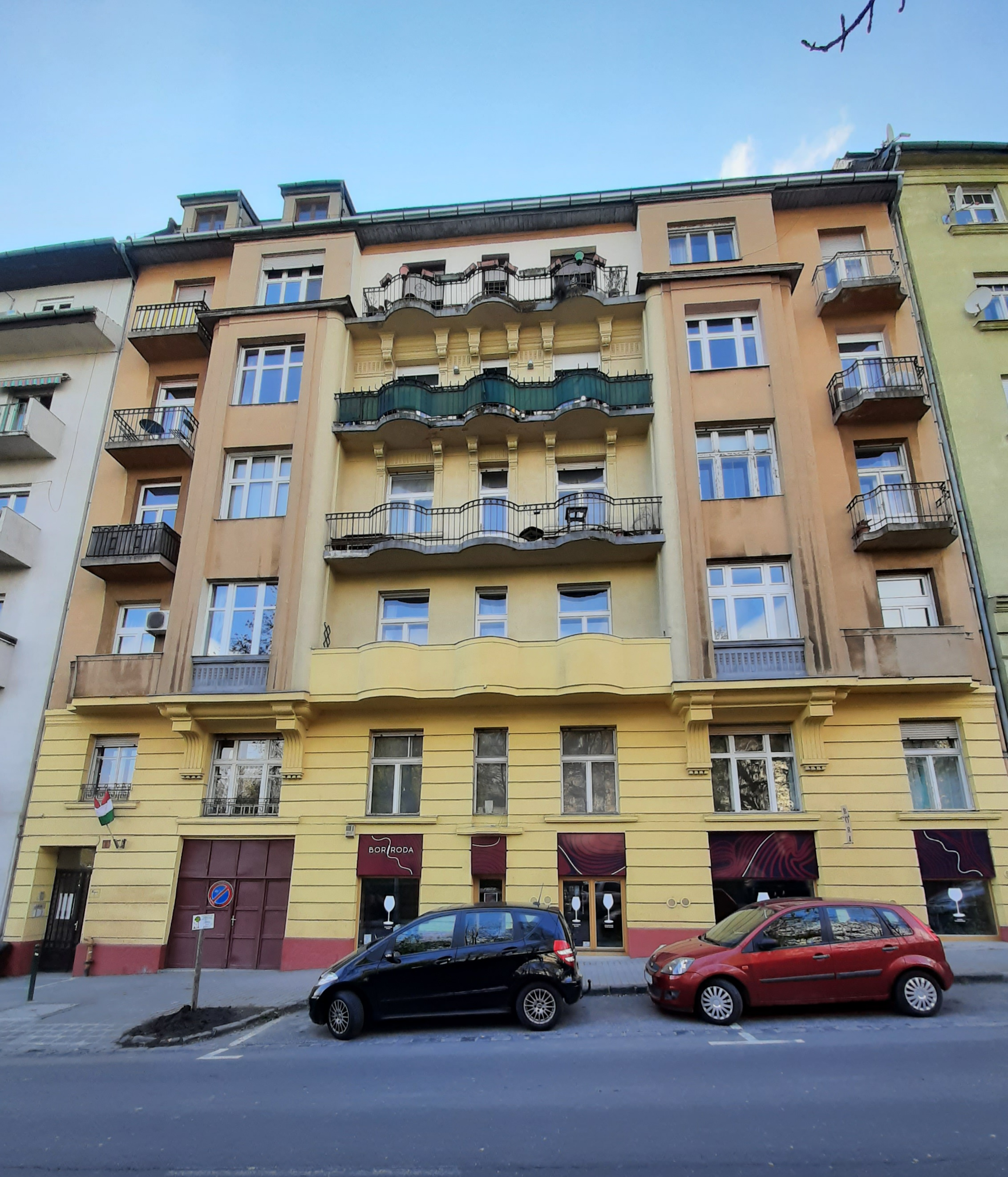
A budapesti Németvölgyi út 6-os számú „Lenz Testvérek” déligyümölcs kereskedő cég bérháza, amelyet Lenz József vásárolt 1938-ban.

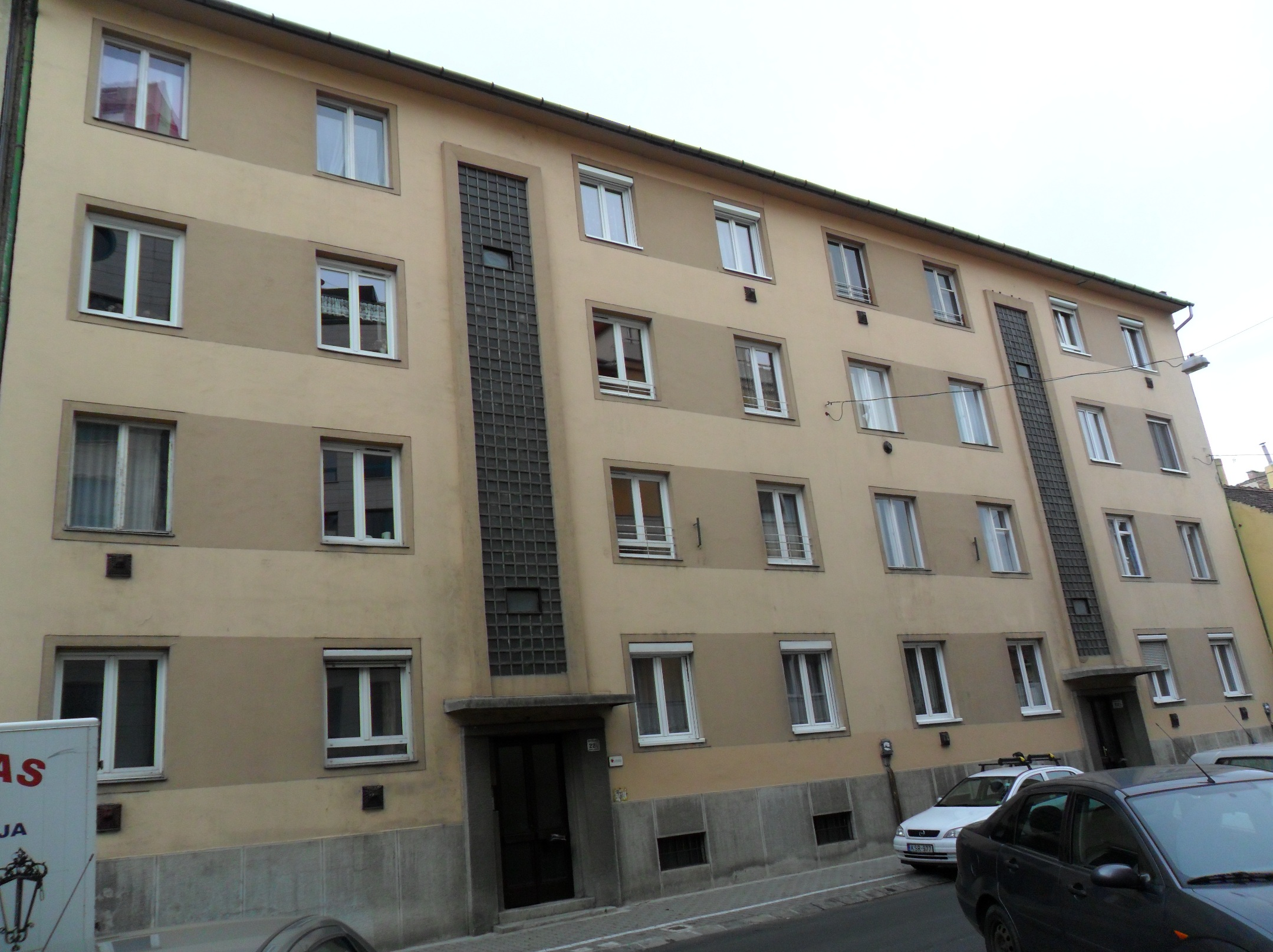
A budapesti Városmajor utca 22-es számú „Lenz Testvérek” déligyümölcs kereskedő cég bérháza, amelyben született és lakott Lenz Klára gobelinművész. A bérház jelenlegi kinézete a II. világháború utáni átépítésének az eredménye, amelyet a Lenz család hajtott végre az államosítása előtt

Az 1877. október elsején megalapított „Lenz Testvérek” déligyümölcs- és fűszerkereskedő családi cég 69 évig tevékenyen működött. Lenz József nagybátyjai, Lenz János Nepomuk és Lenz Ferenc utód nélkül haltak el, és így a harmadik testvér özvegye, Lenz Gyuláné Gömöry Anna lett az egyetlen tulajdonosa és vezetője a családi vállalkozásnak. Az asszony továbbvitte a cég irányítását, hiszen gyermekei, Lenz József (1897–1965) és ifjabb Lenz Gyula (1898–1968) még fiatalok voltak, de hamarosan Gyula lépett az anyja helyébe. Lenz József 1920-ban a Honvédelmi Minisztériumtól megvált és belépett a „Lenz Testvérek” cégbe, látván, hogy Gyula öccsének nehézségei támadtak a cég irányításával. Ifjabb Lenz Gyulán kívül, Lenz Józsefnek volt egy leánytestvére is: Lenz Hildegard, akinek a férje dr. tolcsvai Nagy Barna (1890–1973), honvédelmi minisztérium miniszteri tanácsos, minisztériumi osztályfőnök. Lenz József öccse ifjabb Lenz Gyula viszont titokban házasodott össze Mariazellben a grünburgi születésű Maria Blodererrel (1906–1973), a művelt osztrák származású nevelőnővel, aki Lenz József és János unokaöccseit, valamint Lenz Klára unokahúgát tanította.
Lenz József irányítása alatt az első helyre ugrott fel a cég importforgalma Magyarországon. Nehéz küzdelem volt, mert az importőrök meg nem engedett eszközökkel is dolgoztak a Lenz-céggel szemben, rendkívül éles versenyt kifejtve. Mindezek dacára a szakmában elfoglalt helyét a vállalkozás megtartotta egészen 1944-ig. 1922-ben a Lenz testvérek a cég főüzletét már a Ferenc József (ma Belgrád) rakparti bérházba helyezték át, azonban a Petőfi téri bérpalotát továbbra is üzemeltették. A Lenz Testvérek cég a narancs, citrom és banán forgalmazásáról volt híres, amelyek ritkaságnak számítottak a háború előtt és alatt Magyarországon. A hazai barackokat, körtéket és almákat viszont nagy mennyiségben külföldre exportálták nagy sikerrel. Magyarországon viszonylag kevés reklámmal élt a cég, mivel a darabonként sötétkék papírba csomagolt, aranyszínű szalaggal átkötött gyümölcsei, igen magas minőségükről közismertek voltak. A 1920-as évek során, Lenz József vásárolt egy földbirtokot Mezőnyéken, a majdani Nyékládházán, amelyen gyümölcstermeléssel és állattartással foglalkozott; később, bükkaranyoson, Kesznyétenen is szerzett földeket.
Az 1930-as évek elején bankzárlat következtében nehéz helyzetbe került az importkereskedelem az országban. Török és görög viszonylatban, súlyos kompenzációkat kellett lebonyolítani. Az import 95%-át a Lenz cég bonyolította le. Négy éven keresztül, évente átlag ezer lovat exportált Török- és Görögországba. 1933-ban a Török Fügetermelők Szövetsége megállapodást kötött a Lenz Testvérek déligyümölcs import céggel, hogy a füge és egyéb déligyümölcs-szállítmányok ellenértékeképpen a hazai cég 1500 lovat exportáljon Törökországba. Később viszont, 1934-ben a Lenz Testvérek cég kapta meg a török hadsereg tüzérségi lovainak beszállítói jogát. 1934-ben Lenz József rendelte a Régi posta utca 6-os bérpalota eklektikus stílusúra való újraépítését és egy emelet ráépítését, amit Möller Károly végzett Medek Vince tervei alapján. Lenz József megvásárolta a Lónyay utca 24-es szám alatti épületet és teljesen átépíttette 1927-ben Möller Károly építész tervei szerint, több emeletet ráépíttetett, hétemeletes, ötszintes bérházat létrehozva. A földszintjére helyezte át a családi cég székhelyét, ahol raktárak is voltak. Az U alakú, cour d’honneurös elrendezésnek köszönhetően a szűk utcában is viszonylag sok napfényt tudtak az egyes lakásokba juttatni; a homlokzaton antik motívumok keveredtek egzotikus sáslevél motívumokkal. 1936. júniusában Lenz József déligyümölcs nagykereskedőt a "Gyümölcs-, Zöldség- és Élelmi- szerkereskedők Országos Egyesülete" a választandó elnök-jelöltté nyilvánították. 1937. április elején továbbra is nagy buzgalommal a következő elnökének tekintették, azonban az április 11-én zajlott a XXX. évi közgyűlésen Bauer Viktort választották meg helyette, és Szárföldy József lett az ügyvezetőelnöke. Lenz József elnökké választása körül politikai és hatalmi viták zajlottak egy éven keresztül amíg utolsó pillanatban az választási eredmény más lett. 1936. szeptemberében megalakult Budapesten a Déligyümölcskereskedők Egyesülete, melynek az alelnöke Lenz József lett.
1938. január végén pedig megvásárolta a Németvölgyi út 6-os számú, ötemeletes bérpalotát; a háború végére pedig a Corvin tér 3-as és a Corvin tér 5-ös számú bérpaloták is a tulajdonát képezték. Az 1938. június 22-én megalapított „Magyar Gyümölcskiviteli Egyesülés” hatfős intéző bizottsága tagjává választották Lenz Józsefet. 1940. március 2-án megválasztották a „Magyar Kereskedelmi Statisztikai és Értékmegállapító bizottság” tagjává. 1941. július 1-jén Lenz József átvette a volt Wolf Lipót és fiai cégtől megvásárolt, a Debrecen-Pacon levő kastélyt, 281 kataszteri holdas földjét és szőlőjét, amelyet onnantól fogva Lenz-kastélyként ismertek, és a család egyik kedvenc pihenőhelyé vált.
Lenz József közeli barátai között Vattay Antal (1891–1966), magyar katonatiszt, altábornagy, valamint a jómódú polgári származású Teleki Andor (1883–1953), magyar királyi kormány-főtanácsos, a Magyar Szőlősgazdák Országos Egyesülete alelnöke, villányi szőlőbirtokos, tartalékos tüzérfőhadnagy találhatók, akikkel az 1944-es Dél Amerikába való kivándorlása után is kapcsolatot ápolt. Másrészt szintén jó baráti viszonya volt más nyékládházi földbirtokosokkal és személyiségekkel mint például: hosszúfalui Hosszúfalussy Ákossal, botházi Egry Zoltán (1874–1941) huszár ezredessel, országgyűlési képviselővel, valamint négyesi Szepessy Géza országgyűlési képviselővel.

### Termékei és a hazai termelés védelme
Ez a lóexport a Földművelésügyi Minisztérium kívánságára és ellenőrzése mellett történt, minden haszon nélkül, sőt, sokszor erős ráfizetéssel. Ennek dacára az importált mazsolát, hihetetlen olcsón, a fényűzési adót is beleértve kilogrammonként 70–90 fillérért hozta a cég forgalomba. Erős exporttevékenységet folytatott a cég, amit összekapcsolt a saját Borsod vármegyei birtokán folytatott gazdálkodással, főleg gyümölcs- és szőlő értékesítésével is. Amellett intenzíven folytatott egyéb mezőgazdasági termelést is. A gyümölcs- és szőlőtelepítést még az 1920-as évek elején kezdte meg. Rengeteg kísérletet folytatott amerikai, olasz és francia gyümölcsféleségekkel és értékes eredményeket ért el honosításukban.
Mezőgazdasági exportot főleg lencsében bonyolított le a cég, a húszas évek derekától kezdve, mindaddig erős importja volt az országnak lencséből, amely vámmentesen jött be. Lenz József a földművelésügyi minisztériumban vámvédelmet kért a magyar lencsetermelésre. Az általa javasolt vámtételt el is fogadták. A cég igen sok olasz lencsevetőmagot hozott be és osztott szét, így az eredmény rövidesen megmutatkozott. A második évben már 600 vagonnal több volt az export, jóllehet korábban magyar lencseexport nem is létezett. Később a köménytermelésben értek el szép eredményt, erre a termékre is behozatali vámemelést kért a cég a hazai termelés védelme érdekében. A holland behozatal megszűnése után ebből az árucikkből is a hazai termelés látta el az országot. A borspótlóhoz szükséges fűszernövények termelését is folytatta a Lenz-gazdaság. A gyümölcsexport terén igen értékes eredményeket ért el a cég. Lenz József londoni és stockholmi tanulmányai után, 1935-ben megkezdte az angol exportot, amelyre a cég az első évben nagy összegeket áldozott, később azonban ebben is megtalálta a számítását. Az 1935. téli adókivetések szerint, özvegy Lenz Gyuláné Gömöry Anna, a cég tulajdonosa, a „mammutjövedelmüek” közé tartozott, méghozzá a 6. legtehetősebb budapesti személy volt.
1937-ben megépíttette a budaörsi hűtőházat, főleg a magyar őszibarack tárolására. Nyáron a kajszibarack-, szilva- stb. export előhűtésére szolgált. Télen viszont almát tároltak benne, évente átlag 100 vagon mennyiségben. 1939-ben, közvetlenül a második világháború kitörése után a Lenz-cég számos fontos gyarmatárut, mint kakaóbabot, borsot, kávét, teát importált nagyobb mennyiségben. Ezzel hosszú hónapokig biztosította az ellátást. A készletek fogytával, 1941 végén pedig deviza nélkül olyan kompenzációkat bonyolított le e cikkek behozatalának érdekében, amilyeneket mások hasonló elvi engedély birtokában sem tudtak lebonyolítani. Ugyanakkor biztosította az ország réz-szulfát ellátásának jelentős részét is. 1941-ben a Nemzeti Banknak egymillió svájci franknál több, tiszta devizában mért hasznot produkált a Lenz-cég, török déligyümölcsöknek Svájcban történt értékesítésével, például a csokoládégyáraknak szállítva mazsolát. Lenz József az 1920-as évek elején a négyesi Szepessy család révén vásárolt Nyékládházán többszázad holdas földbirtokot. A Nyékládházán levő 904 kataszteri holdas birtokán gazdálkodott éveken át, amelynek közel 300 holdja gyümölcsös volt. Havonta két vagon hízott szarvasmarhát exportált Nyékládházáról; 1926-ban már reklámozták az újságban a yorkshire fajta kocák eladását. Lenz József szintén birtokos volt bükkaranyoson, ahol 100 kataszteri holdas, Kesznyétenen, ahol 935 kh-as és Debrecen-Pacon, ahol 281 kh-as földje volt. Összesen Lenz József 2 220 kataszteri holdja volt négy településen.

## Adományozásai és kitüntetései

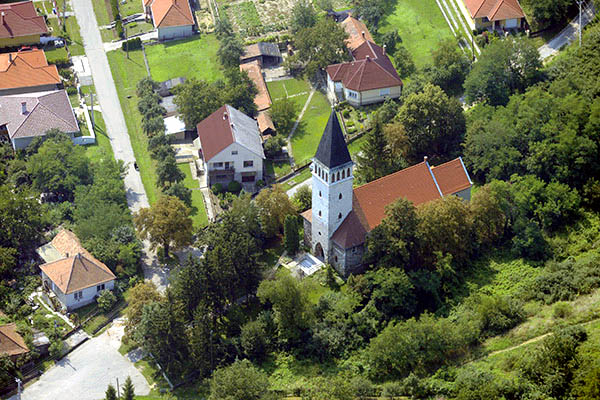
A nyékládházi római katolikus templom, amelyet Lenz József építtetett és adományozott a városnak 1943-ban.

Az említett gazdaságban a cselédség jóléti helyzete példaszerű volt. Például Nyékládházán 25 modern lakást építtetett számukra emeletes, vasbeton házakban, amelyeket végül tulajdonba megkaphattak, ha hosszú éveket leszolgáltak a vállalatnál. A falu 1943-ban felszentelt római katolikus neogótikus templomát ő építtette és maga Czapik Gyula egri érsek szentelte fel személyesen, aki a szertartás után átadta Lenz Józsefnek a Pro Ecclesia et Pontifice érdemrendet és tolmácsolta a Szentatya elismerő köszönetét. Másrészt, a Budapesti Piarista Gimnázium több diákjának adott ösztöndíjat. (Ezt a kezdeményezést Lenz József-alapítványként ismerték). Kedves barátja volt Tomek Vince, a piarista rend generálisa, magyarországi tartományfőnöke volt. Lenz József 1922-ben a statisztikai értékmegalapító bizottság tagja lett, így a kereskedelmi tanácsosi címet is megkapta. XII. Piusz pápa kitüntetést küldött neki az egyháznak való adományok elismeréseként. Az ország legfontosabb exportcége volt, de érdekesség, hogy soha nem volt fizetett reklámja; nem volt rá szüksége. Az ehhez szükséges pénzt inkább eladományozta, vagy segített vele az államnak. A reklámhordozóit mégis sokfelé lehetett látni, hiszen az utcákon menve úton-útfélen előfordultak azok a teherautók, melyekre rá volt festve a cég neve, „Lenz testvérek”. 1942-ben, idősebb fia vitéz Lenz József halála után a második világháború alatt, Lenz József ingatlanvagyonnal fedezett alapítványt létesített, fia áldozatos viselkedésének megörökítésére, amelyből több mint tíz szegény sorsú gimnazista diákot támogatott konviktusi nevelésében, tanításában és teljes ellátásában.

## Kivándorlása és utolsó évei
A második világháborúban nem vett részt, azonban 1941.január 1-jén Lenz József tartalékos hadnagyot tartalékos főhadnaggyá léptették elő. 1943. január 1-jén Lenz József tartalékos huszárfőhadnagyot tartalékos századossá léptették elő. Az 1945-ös Nagy Imre-féle földreform alatt a család földbirtokait elvették tőlük. A háború után kiköltözött családjával Svájcba, ahol négy évig élt. Ottani tartózkodása alatt született legkisebb fia, Franz. Egyetlen lánya boldogfai Farkas Endréné Lenz Klára, aki a spanyol nyelv iránt érdeklődött, később az egész családot Dél-Amerika irányába bátorította elköltözni. Zürichben tartózkodott a Leonhardstrasse 1-es szám alatti Leoneck szállodában; onnan, Lenz József, tovább tevékenykedett a kereskedelemben és folyamatosan küldött „szeretetcsomagokat” magyar rokonainak, barátainak azok ismerőseinek. Ilyen módon nagy mennyiségű kávét és más árut küldtek, amit Magyarországon a címzettek eladhattak és ez a mindennapi megélhetésüket is szolgálta. Az első szeretetcsomag 1946. március 1-jén indult el, ezt Mindszenty József hercegprímásnak küldte. Lenz József, vején, boldogfai Farkas Endrén keresztül, gróf széki Teleki Jánossal (1893–1946), egykori országgyűlési képviselővel, barátságot ápolt; miután ő is Lausanne-ba került ki családjával együtt, Lenz segítette őket. A Kispéteri Jenő Péter üzletszerző féle Transcommerce nevű nemzetközi szállítmányozási vállalattal bonyolította le a szeretetcsomagok hazajuttattatását, amivel sok rokonának, valamint több barátjának is segített, például gróf Hoyos Bélának (1900–1977) és fivérének gróf Hoyos Józsefnek (1901–1978) is.
A magas adók és a nehéz körülmények miatt a háború után a fiatal Lenz Klára eldöntötte, jobb lenne tovább emigrálni Dél-Amerikába. Édesapjával, Lenz Józseffel, férjével, boldogfai Farkas Endrével és öccsével, Lenz Jánossal, 1946. szeptember 20-án elindultak az M.S. Bolivia nevű hajóval a svédországi Göteborgból, majd október 6-án megérkeztek a venezuelai La Guaira kikötőbe. Ekkor apjukkal először ott próbáltak letelepedni.
Hamarosan csatlakozott hozzájuk a család többi tagja Európából. A devizakorlátozás miatti hiány és Venezuelában a kiváló kőolajbányászat együtt elég kecsegtető lehetőségnek bizonyult. Hamarosan óra- és ékszerboltot nyitottak (Comercial Helvetia C.A.), amelynek a központja Caracasban volt, amelyet leányára és vejére bízott meg; az üzletnek még egy székhelyet is hozott létre Kolumbiában, Svájccal kereskedve. Rövid idő után, 1948-ban Farkas Endréné Lenz Klára és János öccse Kolumbiába utazott az ottani ékszerboltjukat felügyelni és a bogotái Regina Hotelben laktak. Azonban áprilisban a kolumbiai elnök, Jorge Eliécer Gaitán halála után forradalom tört ki. Mivel a hotelt (miként számos más épületet is a városban) felgyújtotta a csőcselék, visszamentek Venezuelába. Azzal a hírrel fogadták őket, hogy ottani ékszerboltjukat is kifosztották. Az 1950-es évek végén a Lenz család véglegesen elhagyta Venezuelát és továbbköltözött Kolumbiába, ami jó hírben állt mint kulturált ország, és alkalmas helynek látszott gyümölcs termesztésére és kereskedelmére. Farkas Endre Caracasban maradt, és tovább dolgozott a család ottani ékszerboltját irányítva, amely rövid időn belül szintén összeomlott a kolumbiai csőd miatt. Lenz József sűrűn utazott Bogotából Caracasba az 1940-es évek végén és az 1950-es évek elején mind kereskedelmi, mind családi okok miatt.
Bogotában Lenz József nevelte fel János, István és Franz gyermekeit, valamint Kláráéit, Farkas Ákost és Teodórát is, úgy mint a sajátjait. Földbirtokot vásárolt a kolumbiai vidéken, a magyar tájakhoz hasonló környéken a Boyacá megyei Sotaquirá mellett. Itt megalkotta azt, amitől élete megfosztotta: a Nueva Debrecen (Új Debrecen) nevű kolumbiai majorságát. Az 1950-es évek második felében egészségi állapota hirtelen romlott: agydaganatot diagnosztizáltak, amelyet egy I. világháború alatti sérülés okozhatta. Hosszú betegsége miatt a vagyona meglehetősen leapadt, majd 1965. március 14-én, 68 évesen hunyt el agydaganat következtében.

## Emlékezete
- 2013. november 26-án a budaörsi vasútállomás melletti névtelen tér megkapta hivatalosan a Lenz József tér nevet.[46]
- Debrecenben tévesen gondolták, hogy a „Lencz-telep” Lencz Géza (1870–1932) egyháztörténész, egyetemi tanár nevét viseli, azonban, a Lenz-telep valójában a paci Lenz kastély melletti hatalmas parkjában épült.